# Cistus
Cistus es un género de plantas angiospermas de la familia de las cistáceas, conocidas como jaras, jaguarzos o estepas. Suelen formar parte, a veces importante, de las garrigas mediterráneas, y algunas especies se comportan como pioneras en la recuperación de suelos degradados. Son pirófilas, su germinación se ve favorecida por el fuego, y los incendios recurrentes ayudan a su permanencia al eliminar la competencia de otras plantas que acabarían por desplazarlas de los biotopos. Algunas especies, como Cistus ladanifer y Cistus laurifolius, son resinosas, lo que favorece que ardan aunque estén verdes.

## Descripción básica
Son siempre plantas perennifolias, arbustivas, leñosas. Las flores son regulares, hermafroditas y con cinco grandes pétalos a menudo arrugados que caen fácilmente de la flor. Sus numerosos estambres producen gran cantidad de polen, que atrae a muchos insectos, como las abejas que producen miel de jara. Sus frutos son cápsulas formadas por 5 o 10 carpelos, que se abren a la madurez en 5 o 10 cavidades con numerosas semillas. La madera de Cistus ladanifer, por ser durísima se usa en la fabricación de pequeñas herramientas o piezas que  vayan a sufrir gran rozamiento, y es también excelente como leña.

## Hábitat
Forman parte de las garrigas y del sotobosque de bosques naturalmente claros, como los alcornocales, bajo clima mediterráneo o submediterráneo. Es habitual encontrarlas en las etapas de degradación de otras comunidades más densas, como los bosques climácicos de encina o robles xerófitos o la maquia. Pueden formar masas compactas que cubren totalmente el terreno, formando un matorral espeso. La mayoría de las especies son calcífugas estrictas que crecen siempre sobre suelos formados a partir de rocas ácidas, como granitos, cuarcitas o pizarras. Unas pocas especies son indiferentes al sustrato y pueden crecer también sobre rocas calcáreas

## Especies

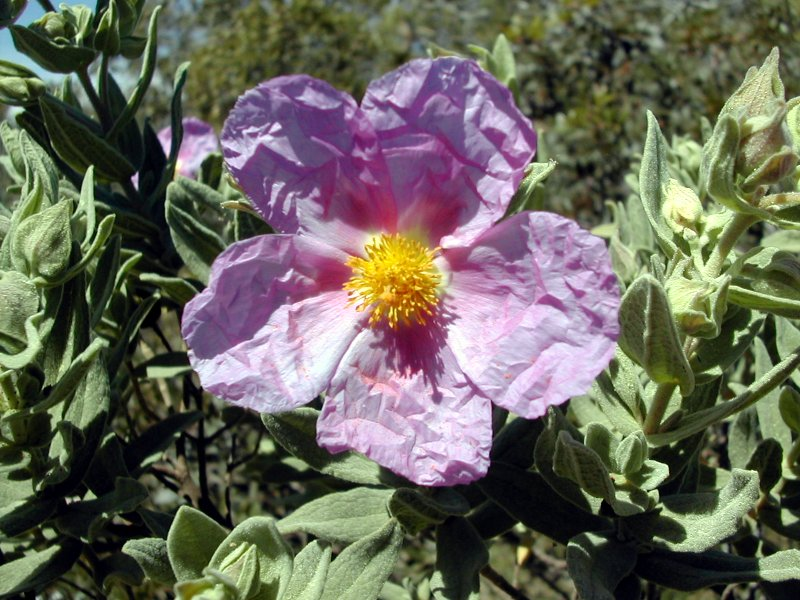
Cistus albidus

- Cistus albidus L., estepa o jara blanca. Mata de entre 50 y 100 cm de altura, no muy ramosa, con hojas de color blanquecino, muy tomentosas, sin peciolo, opuestas y con tres nervios muy marcados. Contrariamente a lo que indica su nombre, ésta es una de las pocas especies de jaras que no tienen flores blancas, sino rosadas, de 5 cm de diámetro y solitarias o en grupos de tres o cuatro, en la terminación de las ramillas. Se da en cualquier tipo de suelo en su área de distribución (mediterráneo), aunque prefiere los ricos en cal. Se usa con frecuencia en jardinería.
- Cistus clusii Dunal, romerina o romero macho. Arbusto de hasta 1 m de altura cuyas hojas se asemejan a las del romero, del que se diferencia por ejemplo, en el olor que tanto caracteriza al romero. Posee flores pequeñas, con cinco pétalos blancos y un posterior fruto en cápsula.

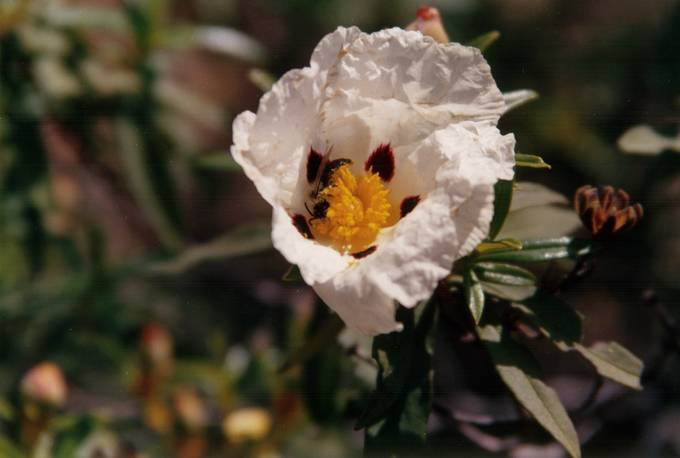
Cistus ladanifer, variedad maculatus

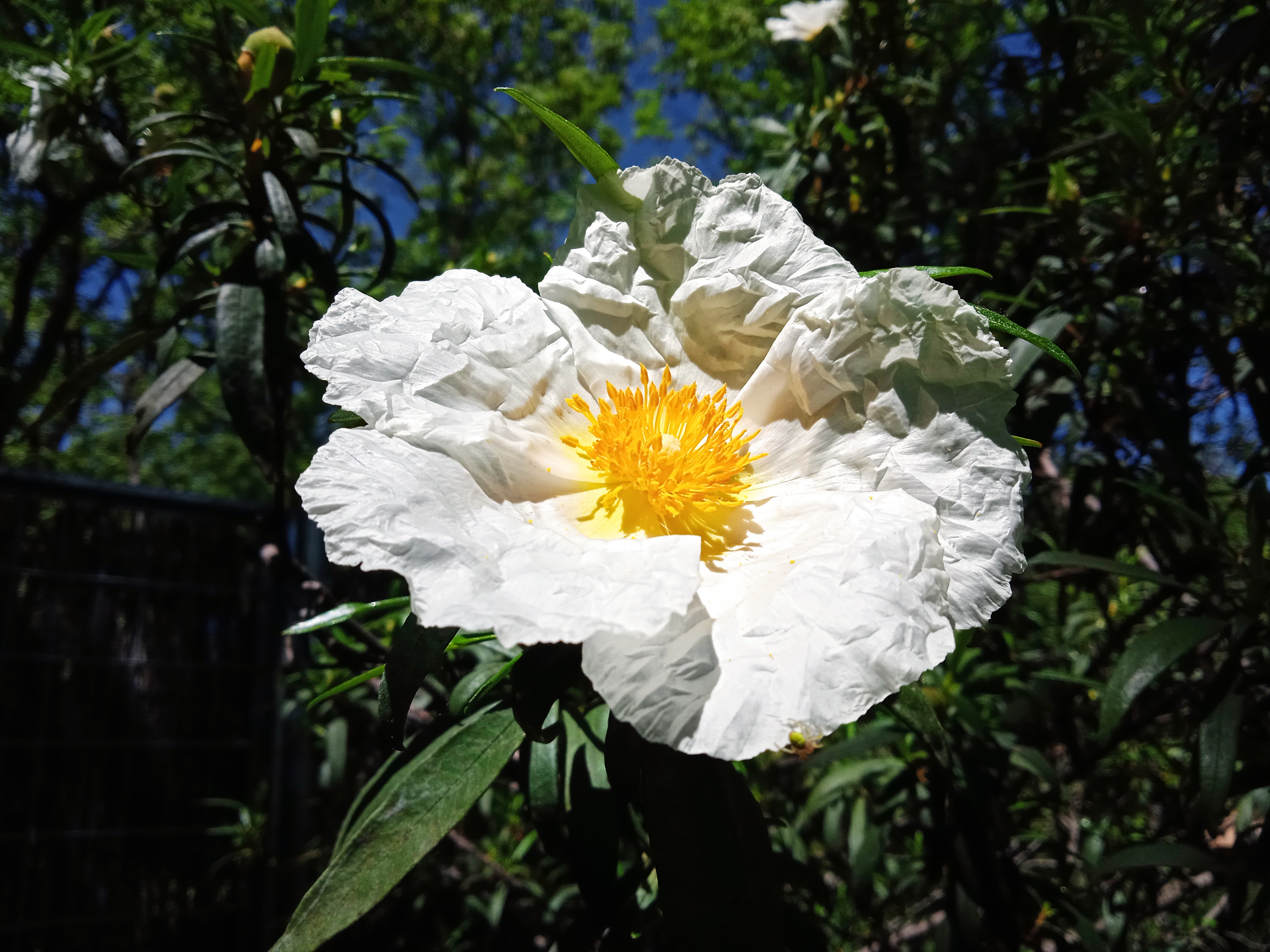
Cistus ladanifer, variedad ladanifer

- Cistus ladanifer, variedad ladaniferCistus ladanifer L., jara pringosa. Es un arbusto de hasta 2,5 m de altura, cuyas hojas, alargadas y estrechas están abundantemente impregnadas de una sustancia pegajosa, el ládano, resina fuertemente olorosa, que les da un aspecto brillante y se adhiere fácilmente a las manos y ropa. Sus flores son muy grandes (10 cm) y con cinco pétalos blancos que, en la variedad maculatus, presentan una mancha púrpura en la base. Es la especie más frecuente en la región mediterránea occidental, donde su área coincide en líneas generales con la de la encina. Al aumentar la altura, cuando la encina es sustituida por el rebollo, la jara común es desplazada por otra muy parecida, el C. laurifolius L.
- Cistus laurifolius L., jara o estepa de montaña. Arbusto más pequeño que el anterior, vive a mayor altitud y se distingue de él, aparte de por su tamaño, por las hojas más anchas y onduladas como las del laurel y menos pringosas y olorosas, además sus flores son más pequeñas y tienen en sus pétalos blancos una mancha amarilla.
- Cistus libanotis L., romerina, falso romero.
- Cistus monspeliensis L., jaguarzo o estepa negra. Es también una pequeña mata de unos 80 cm, que vive en suelos pobres y a pleno sol y que no aguanta las heladas, por lo que su área de distribución se limita a las zonas bajas y cálidas de la región mediterránea y hasta las islas Canarias (incluido Montpellier, en el sur de Francia, de ahí su nombre).

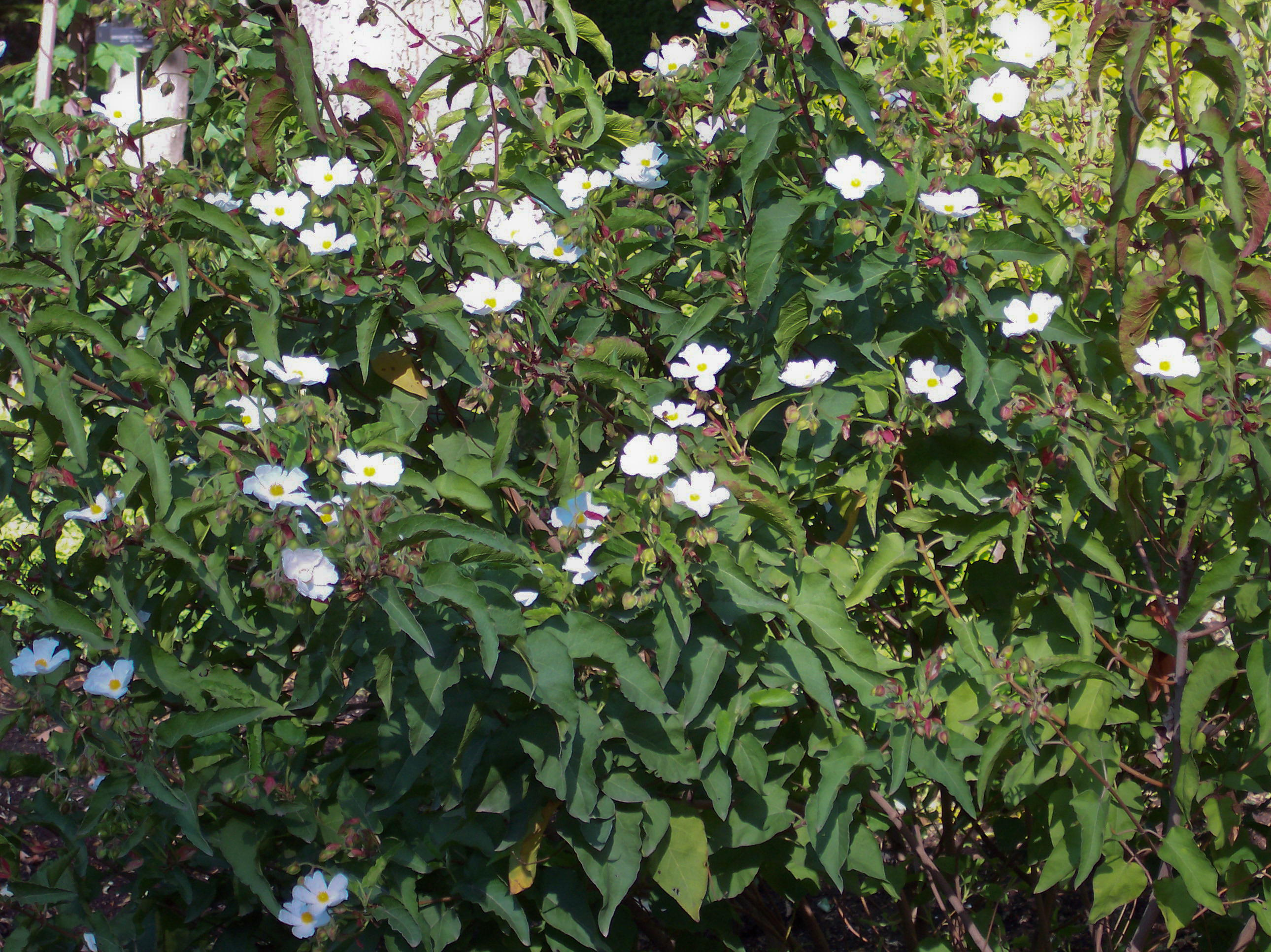
Cistus populifolius

- Cistus populifolius L., jara cervuna o jara macho. Del mismo tamaño que C. laurifolius, habita en los mismos lugares que C. ladanifer ocupando los lugares más umbríos (por ser especie menos heliófila) y más frescos. Sus hojas son simples, opuestas, largamente pecioladas, estrechadas en la punta y acorazonadas en la base, de manera que se pueden asemejar a las del álamo (Populus spp.). Las flores nacen en largos pedúnculos en forma de corimbos y son blancas y muy vistosas por lo que, a veces se cultiva esta planta como ornamental.
- Cistus salviifolius L., jaguarzo morisco. Es una mata que no sobrepasa el metro de altura y es de las más frecuentes en los matorrales mediterráneos, aunque rara vez se hace dominante. Sus hojas son pequeñas, cubiertas de cortos pelillos y con nerviación reticulada, lo que las asemeja a las de la salvia, y se han usado como astringentes en Marruecos y en Grecia como sucedáneo del té.

Existen otras especies de jaras con los pétalos de color rosa, como Cistus crispus L. con hojas rizadas, Cistus x incanus L. (=Cistus albidus x Cistus crispus) de la isla de Mallorca o Cistus heterophyllus Desf. de Cartagena (Murcia) en la Peña del Águila.

## Listado
- Cistus albidus
- Cistus asper
- Cistus chinamadensis
- Cistus clusii
- Cistus creticus L.
- Cistus crispus L.
- Cistus grancanariae
- Cistus heterophyllus
- Cistus horrens
- Cistus inflatus    syn.: Cistus psilosepalus
- Cistus ladanifer
- Cistus libanotis
- Cistus monspeliensis
- Cistus munbyi
- Cistus ocreatus
- Cistus osbeckiifolius
- Cistus palmensis
- Cistus parviflorus
- Cistus pouzolzii
- Cistus salviifolius
- Cistus symphytifolius
- Cistus umbellatus